# Thiên lão địa hoang bất liễu tình
Thiên lão địa hoang bất liễu tình (tiếng Anh: Magnificent obsession) làm một phim ái tình của đạo diễn Douglas Sirk, xuất bản ngày 4 tháng 8 năm 1954.

## Nội dung
Truyện phim phỏng theo tiểu thuyết cùng tên của văn sĩ Lloyd Cassel Douglas và một phiên bản đã chế tác năm 1935.

## Sản xuất

### Diễn xuất
- Jane Wyman... Helen Phillips
- Rock Hudson... Bob Merrick
- Agnes Moorehead... Nancy Ashford
- Otto Kruger... Randolph
- Barbara Rush... Joyce Phillips
- Gregg Palmer... Tom Masterson
- Paul Cavanagh... Bác sĩ Giraud
- Sara Shane... Valerie
- Richard H. Cutting... Bác sĩ Dodge
- Judy Nugent... Judy
- Helen Kleeb... Bà Eden
- Rudolph Anders... Bác sĩ Fuss
- Fred Nurney... Bác sĩ Laradetti
- John Mylong... Bác sĩ Hofer
- Jack Kelly... Thợ cơ khí
- Alexander Campbell... Bác sĩ Allan
- Mae Clark... Bà Miller
- Harvey Grant... Chris
- Joe Mell... Dan
- Lucille la Marr... Y tá

## Phê bình

### Vinh danh
Jane Wyman was nominated for the Academy Award for Best Actress. The film is recognized by American Film Institute in these lists:
- 2002: AFI's 100 Years...100 Passions – Nominated[2]